# Andorra ou les Hommes d'airain
Pour plus de détails, voir Fiche technique et Distribution.
Andorra ou les Hommes d'airain est un film français réalisé par Émile Couzinet, sorti en 1942.

## Synopsis
Le meurtre d'un contrebandier, une histoire d'amour, des questions d'honneur, l'attachement au terroir... dans la principauté pyrénéenne d'Andorre dans la première moitié du XXe siècle.

## Fiche technique
- Titre : Andorra ou les Hommes d'airain
- Réalisation : Émile Couzinet, assisté de  Émile Roussel
- Scénario et dialogues : Émile Couzinet, d'après le roman d'Isabelle Sandy publié en 1923.
- Décors : René Renneteau[1],[2]
- Photographie : Georges Million
- Montage: Henriette Wurtzer[3]
- Musique : Jean Poueigh
  - Direction d'orchestre : Roger Roger
- Caméra : Militon
- Production : Émile Couzinet
- Directeur de production : Joë Hamman
- Société de production : Burgus films
- Lieu de tournage : Royan[4]
- Pays d'origine :  France
- Format : Noir et blanc - 35 mm - 1,37:1 - Son mono
- Genre : Comédie dramatique
- Durée : 105 min
- Dates de sortie : France, 27 juillet 1942

## Distribution
- Jany Holt : Conchita
- Jean Chevrier : Angelo Xiriball
- Romuald Joubé : Joan Xiriball
- Germaine Dermoz : Maria Xiriball
- Jean Galland : le curé
- Robert Le Vigan : Asnurri
- Teddy Michaud : le chef des contrebandiers
- Georges Mauloy : le supérieur
- Albert Rieux : Nyerro
- Jean Claudio : Angelo jeune
- Roger Portès : Cysco
- Zita Fiore : Paquita
- Robert Vattier : le bayle
- Catherine Fonteney : la religieuse
- Eugène Frouhins : un contrebandier
- André Lorière : l'instituteur
- René Sarvil : Cantemerle
- La petite Dany : Colomba
- Le petit Jean-Claude : Cysco enfant
- Juliette Dissel
- Bessieux